# Cuisles
Cuisles és un municipi francès, situat al departament del Marne i a la regió del Gran Est. L'any 2007 tenia 139 habitants.

## Demografia

### Població
El 2007 la població de fet de Cuisles era de 139 persones. Hi havia 56 famílies, de les quals 12 eren unipersonals (12 dones vivint soles i 12 dones vivint soles), 24 parelles sense fills i 20 parelles amb fills.
La població ha evolucionat segons el següent gràfic:
Habitants censats

### Habitatges
El 2007 hi havia 64 habitatges, 55 eren l'habitatge principal de la família, 3 eren segones residències i 6 estaven desocupats. 62 eren cases i 1 era un apartament. Dels 55 habitatges principals, 42 estaven ocupats pels seus propietaris, 11 estaven llogats i ocupats pels llogaters i 2 estaven cedits a títol gratuït; 4 tenien tres cambres, 14 en tenien quatre i 37 en tenien cinc o més. 45 habitatges disposaven pel capbaix d'una plaça de pàrquing. A 28 habitatges hi havia un automòbil i a 23 n'hi havia dos o més.

## Economia
El 2007 la població en edat de treballar era de 88 persones, 69 eren actives i 19 eren inactives. De les 69 persones actives 67 estaven ocupades (37 homes i 30 dones) i 2 estaven aturades (1 home i 1 dona). De les 19 persones inactives 8 estaven jubilades, 4 estaven estudiant i 7 estaven classificades com a «altres inactius».

### Ingressos
El 2009 a Cuisles hi havia 54 unitats fiscals que integraven 136 persones, la mediana anual d'ingressos fiscals per persona era de 24.687 €.

### Activitats econòmiques
Dels 2 establiments que hi havia el 2007, 1 era d'una empresa de construcció i 1 d'una empresa immobiliària.

## Poblacions més properes
El següent diagrama mostra les poblacions més properes.